# Cambior
Cambior was een Canadees goudproducent die actief was op het Amerikaanse continent, onder meer met een aandeel in de Rosebel-goudmijn in Suriname.
Het bedrijf was gevestigd in Québec. Nadat op 19 augustus 1995 een dam doorbrak in Guyana, kwam 2,3 miljard liter zwaar met cyanide en zware metalen vergiftigd water vrij, met een grote milieuramp tot gevolg. 23.000 slachtoffers, die voor hun leven afhankelijk waren van de rivier waardoor het gif afvloeide, spanden tegen Cambior een rechtszaak aan die jaren sleepte. In oktober 2006 legde de rechter het bedrijf een schadevergoeding op van twee miljard dollar.
In september 2006 werd Cambior voor drie miljard dollar overgenomen door het kleinere Iamgold.